# Lichtenštejnské gymnázium
Lichtenštejnské gymnázium je střední škola ve Vaduzu v Lichtenštejnsku. Bylo založeno kongregací školských bratrů – maristů v roce 1937 pod názvem „Collegium Marianum“ jako soukromá škola. Od roku 1981 je Lichtenštejnské gymnázium veřejnou školou provozovanou lichtenštejnským státem.
Počet žáků se od poloviny 80. let zvyšuje, zejména poté, co v polovině 60. let začaly být přijímány dívky. Nyní (2021) je žáků přes 700.

## Nižší stupeň
Unterstufe (nižší stupeň) Lichtenštejnského gymnázia zahrnuje tři třídy zvané US1, US2 a US3. Existují tři způsoby, jak z reálné školy nastoupit na Lichtenštejnské gymnázium: buď po prvním ročníku reálné školy do druhého ročníku Lichtenštejnského gymnázia (US2), po třetím ročníku reálné školy do čtvrtého ročníku Lichtenštejnského gymnázia (OS1), nebo po čtvrtém ročníku reálné školy do čtvrtého ročníku Lichtenštejnského gymnázia (OS1).
Všichni studenti studují v každém ročníku stejné předměty. Počínaje US1 studenti studují náboženskou výchovu, geografii a historii, němčinu, vědu, informatiku, techniku a vyšívání, umění, hudbu, tělesnou výchovu a matematiku. Od US2 studenti začínají studovat angličtinu, latinu a francouzštinu. Kromě toho se koná jedna „třídnická hodina“ (Lebenskunde) týdně.
Studenti musí bez výjimek absolvovat všechny výše uvedené předměty. Mohou si však, pokud chtějí, zvolit ke studiu další předměty.

## Vyšší stupeň
Oberstufe (vyšší stupeň) lichtenštejnského gymnázia zahrnuje čtyři třídy zvané OS1, OS2, OS3 a OS4. V Oberstufe si musí žáci vybrat jedno z pěti vzdělávacích zaměření:
- Lingua (latinský a italský jazyk)
- Moderní jazyky (španělština, italština nebo latina)
- Umění, hudba a pedagogika (umění, hudba a pedagogika)
- Ekonomika a právo (obchodní administrativa/právo, účetnictví (OS1 a OS2) nebo ekonomika (OS3 a OS4))
- Matematika a přírodní vědy (výpočetní technika; předměty matematika, fyzika *, biologie *, chemie a zeměpis mají vyšší počet lekcí než obvykle)

Během školního dne studenti absolvují řadu základních předmětů kromě několika hodin, které vycházejí ze vzdělávacího oboru, který si vybrali. Mezi základní předměty patří angličtina, němčina, francouzština, matematika, fyzika a tělesná výchova. V OS3 a OS4 si studenti navíc vybírají volitelné předměty, které dále zvyšují jejich specializaci.
Několik předmětů se vyučuje pouze v některých ročnících:
- OS1: biologie, ekonomie a právo, historie, umění, hudba, náboženská výchova a etika
- OS2: biologie, chemie, zeměpis, historie, umění nebo hudba, náboženská výchova a etika
- OS3: biologie, chemie, zeměpis, umění nebo hudba, filozofie
- OS4: geografie, ekonomie a právo, historie, náboženská výchova a etika, filozofie

## Maturita
Aby student splnil podmínky pro maturitu, musí mít úspěšně ukončený OS4 a ve dvou disertačních pracích získat známku „dostatečný“. Písemné zkoušky se konají z němčiny, angličtiny nebo francouzštiny, matematiky a předmětu souvisejícího se specializací studenta. Ústní zkoušky se konají z němčiny, filozofie, náboženské výchovy, etiky nebo historie; matematiky, biologie, fyziky, chemie, zeměpisu nebo ekonomiky a práva; angličtiny nebo francouzštiny; italštiny, španělštiny nebo latiny; a předmětu, který si student zvolí.